# Heino Winkler
Heino Winkler (* 22. April 1912 in Reppen, Kreis Weststernberg; † 18. November 1964 in Ost-Berlin) war ein deutscher Schauspieler der DDR. Er spielte in Filmen wie Carola Lamberti – Eine vom Zirkus (1954), Sonne über den Seen (1957) und Die Unbesiegbaren (1953). Als Geschichten erzählende Partnerfigur des Meister Nadelöhr agierte er als „Meister Briefmarke“ von 1955 bis zu seinem Tod in den Sendereihen Unser Sandmännchen und Zu Besuch im Märchenland des DDR-Kinderfernsehens.

## Filmografie
- 1951: Die Meere rufen
- 1952: Karriere in Paris
- 1955: Hotelboy Ed Martin
- 1959: Eine alte Liebe

## DVD
- 2019: Meister Nadelöhr – Zu Besuch im Märchenland – 26 spannende Geschichten mit Meister Briefmarke, Pittiplatsch, Schnatterinchen u. v. a. DRA/rbb media / Telamo München, Staffel 1–3, jeweils 3 DVD